# نورا رابرتز
نورا رابرتز (انگلیسی: Nora Roberts؛ زادهٔ ۱۰ اکتبر ۱۹۵۰) یک نویسنده، پدیدآور، و رمان‌نویس اهل ایالات متحده آمریکا است.
آثار او از کتاب‌های پرفروش به شمار می‌رود و به عنوان سومین نویسنده‌ای که توانست بیش از یک میلیون کتاب الکترونیک به فروش برساند، شناخته می‌شود.